# 2-氰基-3-(4-硝基苯基)丙烯酸甲酯
2-氰基-3-(4-硝基苯基)丙烯酸甲酯是一种有机化合物，化学式为C11H8N2O4。它可由4-硝基苯甲醛和氰乙酸甲酯在哌啶催化下于甲醇中反应得到。它和氯气发生加成反应，得到α,β-二氯-α-氰基-4-硝基苯丙酸甲酯。